# Dieselkraftstoff
Dieselkraftstoff (auch Diesel oder Dieselöl genannt) ist ein Gemisch aus verschiedenen Kohlenwasserstoffen, das als Kraftstoff für einen Dieselmotor geeignet ist. Davon abweichend gibt es die Spezifikation für Marine-Diesel (Schiffsdieselöl).

## Begriff

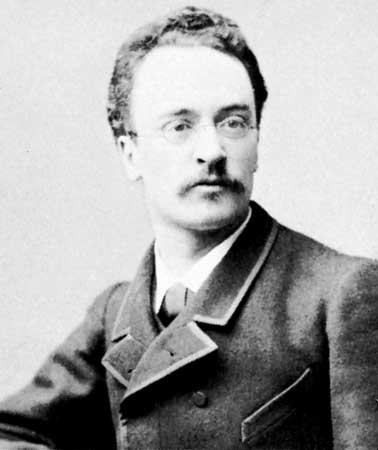
Rudolf Diesel (1883)

Diesel ist ein Deonym nach Rudolf Diesel, dem Erfinder des Dieselmotors. Biodiesel ist zwar unter Vorkehrungen auch zum Betrieb von Motoren nach dem Dieselverfahren geeignet, ist aber chemisch ein anderer Stoff.

## Sorten
Auf dem deutschen Markt werden derzeit mehrere Sorten auf Mineralöl basierender Dieselkraftstoffe für PKW angeboten, die alle gemäß § 4 der 10. BImSchV die Anforderungen der DIN EN 590 erfüllen müssen:
- „Standard“-Diesel
- Premium-Diesel mit GtL- oder HVO-Beimischung, erhöhter Cetanzahl sowie speziellen Additiven

Gerade bei den Premium-Kraftstoffen ist zu erkennen, dass Markenfirmen durch spezielle Zusätze bzw. Qualitätsverbesserung versuchen, sich von Mitanbietern abzugrenzen.
Nach Anpassung der DIN EN 590 (Ausgabe Mai 2010) an die Anforderungen der EG-Richtlinie 98/70/EG ist zur Erfüllung der Biokraftstoffquote eine FAME-Zumischung von bis zu 7 Vol.-% („B7-Diesel“) erlaubt. Die nationale Norm DIN 51628 (letzte Ausgabe August 2008) für B7-Diesel wird dementsprechend nicht mehr benötigt und wurde zurückgezogen.
Seit 2013 ist ein Dieselkraftstoff mit erhöhtem Anteil an regenerativen Komponenten entwickelt worden, der als R33 bezeichnet wird. Dabei wird, zusätzlich zum Biokraftstoff, hydriertes Pflanzenöl zugemischt, so dass 33 % aus nicht fossilen Quellen kommen.

## Herstellung
Diesel ist ein Gemisch aus Kerosin, verschiedenen Mitteldestillatfraktionen, derzeit bis zu sieben Volumenprozent Biodiesel sowie verschiedenen Additiven (im ppm-Bereich). Kerosin und Gasöl werden großteils durch Fraktionierung von Erdöl als Mitteldestillatfraktionen gewonnen und für die Dieselherstellung entschwefelt (siehe: Hydrodesulfurierung). Daneben kommen Mitteldestillatfraktionen aus Crackanlagen zum Einsatz [z. B. Hydrocracker-Kerosin (HCU), HCU-Gasöl]. Diesel ist eine auf die erforderlichen Qualitäten zugeschnittene Mischung, ein Blend. Die zur Verfügung stehenden Komponenten können stark schwankende Qualitäten (rohölabhängig) aufweisen, so dass jede Charge ggf. mit unterschiedlichen Mischungsverhältnissen (Kerosin/Leichtgasöl/Schwergasöl) hergestellt werden muss, um alle erforderlichen Spezifikationen erfüllen zu können. Weiterhin stehen die Produkte Heizöl EL und Jet bzgl. (fast) aller Komponenten in direkter Konkurrenz zum Dieselkraftstoff (siehe auch: Kuppelproduktion). Unterschiedliche Bedarfsvolumina der Mitteldestillatprodukte haben deshalb einen Einfluss auf die Zusammensetzung des Diesels.
Um die Kälteeigenschaften von Dieselkraftstoff zu beeinflussen, insbesondere das Ausflocken zu verhindern, muss im Winter ein erhöhter Anteil Kerosin beigemischt werden (s. u. CFPP).
Dieselkraftstoff ist wesentlich kürzer haltbar als Motorenbenzin. Luftdicht verschlossen (Kraftstofftanks sind nicht luftdicht) wird zumeist eine Lagerdauer von 6 Monaten angenommen. Hersteller garantieren gemäß EN 590 eine 90-tägige Lagerfähigkeit in Tanks und Fahrzeugen.

## Additive
Um die Zündwilligkeit auf vorgegebene Spezifikationswerte anzuheben und so die Zündwilligkeit des Dieselkraftstoffes zu verbessern, kann Amylnitrat oder 2-Ethylhexylnitrat zugegeben werden. Diese Zusätze erhöhen zum Teil die Giftigkeit (Toxizität) des Kraftstoffs. Maßstab für die Zündwilligkeit ist die Cetanzahl (CZ). Je höher die Cetanzahl, desto geringer der Zündverzug, welcher die Zeitspanne zwischen Einspritzbeginn und Selbstzündung des Kraftstoffs kennzeichnet.
Der Cloudpoint sowie die Filtrierbarkeitsgrenze (engl. cold filter plugging point, CFPP) können durch entsprechende Additive reduziert werden. Speziell im Winter sind solche Additive erforderlich, damit der Dieselfilter des Fahrzeugs bei Minusgraden nicht verstopft. Alternativ können auch geringe Mengen an Kerosin (CZ ≈45) dem Diesel (CZ >51) (Winterdiesel) zugemischt werden, wodurch jedoch die Cetanzahl etwas absinkt.
Durch schmiereigenschaftserhöhende Zusätze (lubricity additives) kann die Schmierfähigkeit des Dieselkraftstoffes garantiert werden (s. u.). Die Schmiereigenschaft wird mit dem HFRR-Wert spezifiziert.
Neben diesen wichtigsten Additiven werden noch eine Vielzahl weiterer Additive, wie Oxidationsinhibitoren, Anti-Schaum-Mittel, Korrosionsschutzmittel, Detergentien zum Schutz vor Ablagerungen im Einspritzsystem, Leitfähigkeitsverbesserer, Aromastoffe und Biozide zugesetzt.
In Deutschland wurden 2007 circa 35,3 Millionen Tonnen Dieselkraftstoff (inkl. Binnenschifffahrtsdiesel) hergestellt.

## Eigenschaften
Die Hauptbestandteile des Dieselkraftstoffes sind vorwiegend Alkane, Cycloalkane und aromatische Kohlenwasserstoffe mit jeweils etwa 9 bis 22 Kohlenstoff-Atomen pro Molekül und einem Siedebereich zwischen 170 °C und 390 °C. Dieser Kraftstoff hatte vor 1995 einen sehr breiten Fraktionierbereich, weshalb die vergleichsweise vielen schweren Anteile zum Rußen des Motors führen konnten. Die verschärften Spezifikationen (Dichte, 95-%-Punkt, s. u.) haben dieses Risiko jedoch reduziert.
Weitere Eigenschaften werden durch die Spezifikationen bestimmt.

## Spezifikationen
Andere Inhaltsstoffe und Eigenschaften werden durch die Europäische Norm EN 590 geregelt. Die Norm wurde in Deutschland als DIN-Norm veröffentlicht und hat hier als DIN EN 590 die früher gültigen DIN 51601 und DIN 51628 abgelöst. Weiterhin setzen viele Markenfirmen zusätzliche interne Spezifikationen bzw. verschärfen die Spezifikationen bzgl. der Norm.

### Zapfsäulenaufkleber in Deutschland

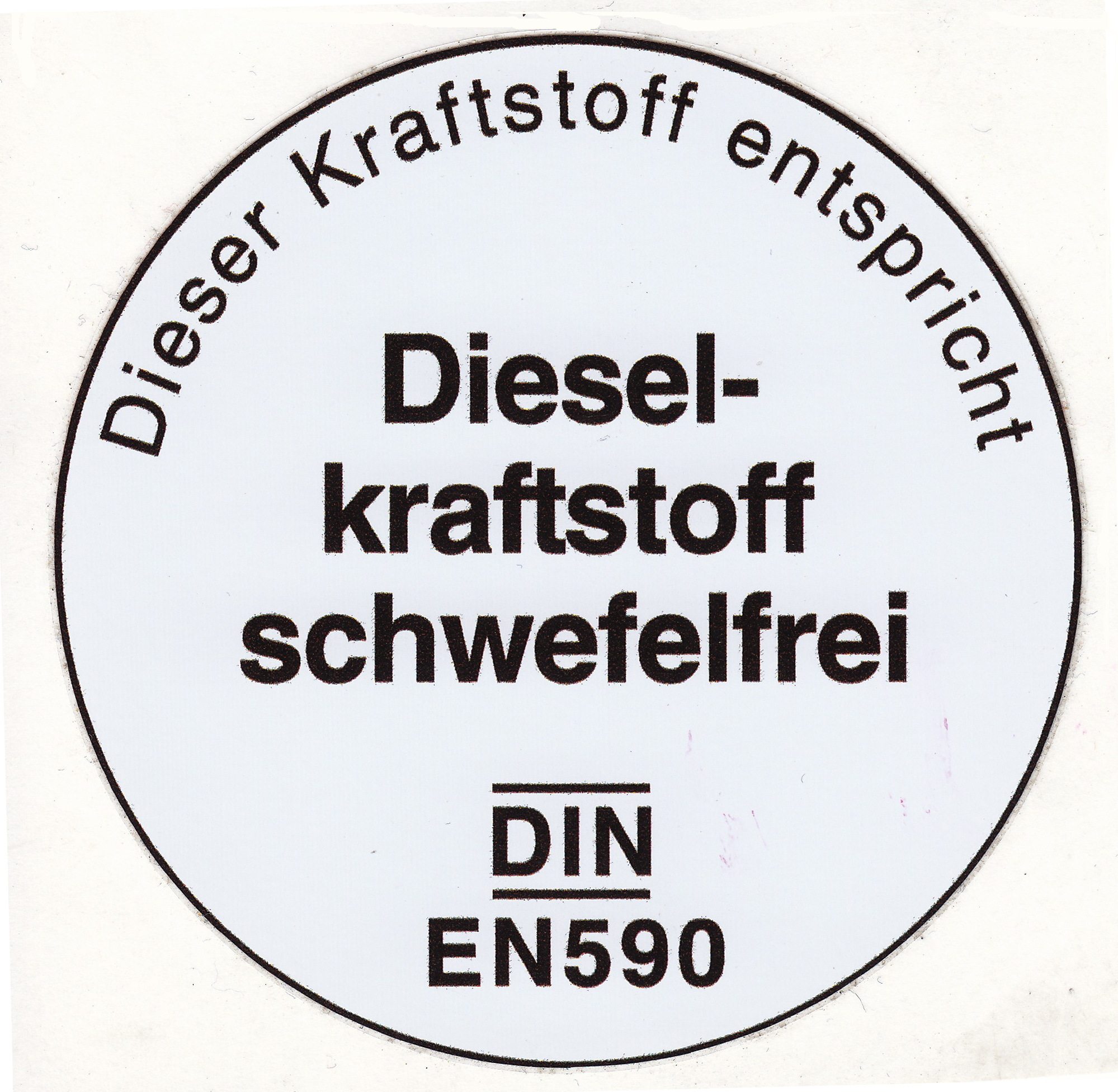
Zapfsäulenaufkleber Dieselkraftstoff schwefelfrei

Nach § 13 der 10. BImSchV ist die Qualität von Kraftstoffen an den Zapfsäulen sowie an der Tankstelle deutlich sichtbar zu machen. In Deutschland findet man deshalb an allen Diesel-Zapfsäulen die in der 10. BImSchV (Anlage 3) geforderten runden Aufkleber mit dem Text Dieselkraftstoff schwefelfrei.

#### B7 und B10
B7 Diesel ist konventioneller Diesel, dem sieben Prozent Biodiesel beigemischt werden darf. B10 Diesel darf 10 Prozent Biodiesel beigemischt werden. Vor Betankung mit B10 sollten Autofahrer überprüfen, ob ihre Fahrzeuge eine Freigabe des Herstellers für die Kraftstoffe haben, warnt das deutsche Bundesministerium für Umwelt, Naturschutz, nukleare Sicherheit und Verbraucherschutz (BMUV). Dieselkraftstoff ohne Bioanteile entspricht der EN 590.

#### Diesel aus Pflanzenöl XTL (HVO)
XTL-Sprit ist Diesel, der aus Speiseöl gewonnen wird (HVO). Alle Fahrzeughalter, die keinen Nachweis über die Verträglichkeit von XTL haben, sollten ausschließlich die bisherige Dieselsorte „Diesel B7“ tanken. Grundsätzlich ist der Sprit weitgehend klimaneutral, der Energiebedarf kann allerdings nicht mit Anbau von Pflanzen gedeckt werden und der Anbau von Pflanzen zur Energiegewinnung wird in der Gesamtschau eher kritisch bewertet, da die Flächen nicht für die Nahrungsproduktion eingesetzt werden können und Naturflächen, etwa Regenwälder, der Produktion zum Opfer fallen. Zudem könnten Erzeuger dazu neigen, deutlich mehr Pestizide und Düngemittel zu verwenden. Altspeiseöle kommen als Ausgangsbasis zwar auch in Frage, werden aber bereits heute vollständig als Beimischung eingesetzt. Weitgehend klimaneutraler Diesel kann auch als Alternativer Kraftstoff als e-Fuel aus mit Hilfe regenerativer Energien gewonnenem Wasserstoff produziert werden. Insbesondere für die Deckung des Energiebedarfs für die Schifffahrt stellt dies eine denkbare Option dar. Energetisch sinnvoll ist dies aufgrund des hohen Energiebedarfs nur im Falle eines großen Energieüberschusses.

### USA
Der Dieselkraftstoff in den USA hat im Vergleich mit europäischen Standards eine geringere Cetanzahl und kannte bis 2006 keine verpflichtende Reduktion des Schwefelanteils. Seit 1. Juni 2006 müssen die Raffinerien zu 80 % schwefelarmen Diesel produzieren und seit dem 15. Oktober 2006 darf nur noch dieser für den Gebrauch im Straßenverkehr verwendet werden. Der sogenannte ultra-low sulfur diesel (kurz ULSD; englisch für ultra-schwefelarmer Diesel) setzt die neue Höchstgrenze auf 15 ppm fest – vorher waren 500 ppm in den USA erlaubt. Übergangsregelungen existierten für andere Verwendungen, etwa Schiffsdiesel in der Seefahrt, die jedoch in mehreren Schritten bis zum 1. Juni 2010 ausgelaufen sind. Ein unmittelbarer Übergang konnte nicht erfolgen, da schwefelarmer Diesel geringere Schmiereigenschaften hat, die durch synthetische Additive oder die Beimengung von Biodiesel angeglichen werden müssen.

## Marine-Diesel (Schiffsdieselöl)
Inhaltsstoffe und Eigenschaften für Marinedieselöl werden durch die Norm ISO 8217 geregelt; Diesel für die deutsche Binnenschifffahrt durch § 4 der 10. BImSchV. Es handelt sich dabei um einen dichteren Diesel als den für Kraftfahrzeuge. Er kommt beispielsweise in kleineren Schiffsdieselmotoren zum Einsatz.
Größere Schiffsdiesel laufen jedoch meist mit Schiffstreibstoff, einem Gemisch aus Schweröl und Diesel. Abgasreinigung ist technisch mit Katalysatoren und Partikelfiltern machbar; für ältere Schiffe, die die Mehrheit ausmachen, jedoch aufwändig, teuer und noch nicht vorgeschrieben. Die Grenzwerte für Stickoxide werden oft überschritten, zudem werden Schwefeloxide und Feinstaub freigesetzt.

## Synthetischer Diesel
Der Begriff des synthetischen Diesels entstammt der Gas-to-Liquids-Technik (GtL). Dabei wird aus einem anderen Kohlenwasserstoff zunächst ein Synthesegas, aus dem über die Fischer-Tropsch-Synthese längerkettige, flüssige Diesel-ähnliche Kohlenwasserstoffe synthetisiert werden. Der wichtigste Ausgangsstoff ist Erdgas. Auch aus Biomasse kann ein synthetischer Diesel, BtL-Kraftstoff, gewonnen werden. Der aus Erdgas gewonnene Kraftstoff wird in Indonesien und etlichen europäischen Staaten dazu verwendet, Diesel qualitativ aufzuwerten. GtL-Diesel enthält keinen Schwefel, keinen Stickstoff, keine Aromaten. Die Cetanzahl mit 75 bis 80 und Schmiereigenschaften (HFRR) sind überdurchschnittlich.

## Emulsionskraftstoff
Um Emissionen wie Ruß, Stickoxide und andere zu reduzieren, werden gerade stationäre Dieselmotoren mit sog. Emulsionskraftstoffen betrieben. Dabei wird dem Dieselkraftstoff Wasser und ein Emulgator beigemischt, dadurch erreicht man eine bessere Verteilung des Kraftstoffes im Brennraum, was zur Emissionsreduzierung beiträgt. In der Praxis werden durch derartige Verfahren teure Rußfilter eingespart.

## Verbrauch
In Deutschland wurden 2015 circa 36,75 Millionen Tonnen Dieselkraftstoff (inkl. Binnenschifffahrtsdiesel) verbraucht. Im Jahr 2019 waren es 37,8 Mio. t, davon stammten 15,9 Mio. t aus dem Import, 6,5 Mio. t wurden exportiert. Der Verbrauch von Ottokraftstoff und Heizöl liegt bei jeweils ungefähr der Hälfte, Kerosin weniger als ein Drittel.
Deutschland verbraucht deutlich mehr Diesel, als im hierzulande raffinierten Erdöl enthalten ist, und exportiert überschüssiges Benzin. Dies ist eine Folge der ungleichen Besteuerung, die seit Mitte der 1990er Jahre den Ottokraftstoff mit ca. 20 Cent benachteiligt.

## Missbrauch
Statt spezifikationsgerechtem Dieselkraftstoff funktioniert auch Heizöl EL in Dieselmotoren. Die Risiken und rechtlichen Konsequenzen sind unter Heizöl EL beschrieben.

## Dieselabgase
Die Abgase von Verbrennungsmotoren enthalten unter anderem Kohlenmonoxid (CO), Kohlendioxid (CO2) und Stickoxide (NO und NO2). Bei Dieselmotoren werden zusätzlich Dieselrußpartikel freigesetzt. Die Zusammensetzung der Abgase ist auch abhängig von Motortyp, Kraftstoff und Betriebsweise (Lastzustand, Wartungszustand, Fahrverhalten u. a.). Bei Verwendung von Abgasnachbehandlungssystemen können weitere Emissionen auftreten wie z. B. Kohlenwasserstoffe, Ammoniak, Distickstoffmonoxid.
Die Gefährdung geht bei Dieselmotoren im Wesentlichen von den krebserzeugenden Dieselrußpartikeln aus. Seit 1988 gelten die Abgase aus Dieselmotoren als „potenziell krebserregend“. Nach Untersuchungen der International Agency for Research on Cancer (IARC) änderte die Weltgesundheitsorganisation (WHO) diese Bewertung im Juni 2012 auf „krebserregend“; damit kamen Dieselabgase in die Gruppe 1 der Gefahrstoffe. Die WHO ließ die Bewertung für Motorenbenzin damals unverändert („möglicherweise krebserregend“, Gruppe 2B der Gefahrstoffe).

## Preise
Dieselkraftstoff wird an Rohstoffbörsen gehandelt, zum Beispiel an der Intercontinental Exchange (ICE) in Rotterdam und an der Börse Frankfurt.
Der Diesel wird in US-Dollar pro Tonne (US-$/t) gehandelt. 
Der Handel verwendet als Referenzdichte 0,845 kg/dm³ (wie bei Heizöl EL). 1 Tonne Diesel hat dann ein Volumen von 1.183,4 Liter. 
Der Diesel-Großhandelspreis, die Transportkosten die und Gewinnspannen des Handels beeinflussen den Dieselpreis für Endverbraucher. 

### Endverbraucherpreise im europäischen Vergleich
Preise für Diesel in deutschsprachigen Gebieten und den umliegenden Ländern (Juni 2011 nach Erhebung des ADAC, 2012 bis 2024 nach Erhebung des Touring Club Schweiz) pro Liter in Euro:
| Land        | Apr. 2008 | Juni 2011 | März 2012 | Feb. 2013 | Feb. 2014 | Feb. 2015 | Feb. 2016 | März 2017 | Apr. 2018 | März 2019 | Feb 2020 | März 2021 | Feb 2022 | Feb 2023 | Mai 2024 |
| ----------- | --------- | --------- | --------- | --------- | --------- | --------- | --------- | --------- | --------- | --------- | -------- | --------- | -------- | -------- | -------- |
| Belgien     | 1,33      | 1,38      | 1,55      | 1,50      | 1,45      | 1,28      | 1,09      | 1,32      | 1,45      | 1,54      | 1,48     | 1,46      | 1,77     | 1,81     | 1,87     |
| Dänemark    | 1,46      | 1,52      | 1,65      | 1,43      | 1,43      | 1,28      | 1,16      | 1,32      | 1,38      | 1,50      | 1,47     | 1,46      | 1,77     | 1,91     | 1,88     |
| Deutschland | 1,38      | 1,40      | 1,52      | 1,44      | 1,37      | 1,16      | 0,99      | 1,17      | 1,18      | 1,27      | 1,24     | 1,33      | 1,60     | 1,76     | 1,70     |
| Frankreich  | 1,29      | 1,42      | 1,55      | 1,48      | 1,40      | 1,30      | 1,08      | 1,37      | 1,41      | 1,47      | 1,41     | 1,41      | 1,77     | 1,85     | 1,77     |
| Italien     | 1,45      | 1,41      | 1,72      | 1,69      | 1,68      | 1,43      | 1,28      | 1,40      | 1,44      | 1,49      | 1,49     | 1,40      | 1,74     | 1,96     | 1,79     |
| Luxemburg   | 1,14      | 1,17      | 1,28      | 1,24      | 1,20      | 1,08      | 0,86      | 1,01      | 1,07      | 1,10      | 1,09     | 1,17      | 1,50     | 1,58     | 1,51     |
| Niederlande | 1,36      | 1,38      | 1,51      | 1,52      | 1,50      | 1,36      | 1,13      | 1,31      | 1,40      | 1,46      | 1,45     | 1,39      | 1,73     | 1,69     | 1,77     |
| Österreich  | 1,41      | 1,36      | 1,42      | 1,38      | 1,33      | 1,12      | 0,95      | 1,12      | 1,15      | 1,22      | 1,18     | 1,17      | 1,44     | 1,70     | 1,65     |
| Polen       | 1,19      | 1,26      | 1,40      | 1,31      | 1,27      | 1,10      | 0,84      | 1,06      | 1,08      | 1,18      | 1,20     | 1,11      | 1,18     | 1,58     | 1,54     |
| Schweiz1    | 1,28      | 1,46      | 1,52      | 1,56      | 1,51      | 1,44      | 1,23      | 1,47      | 1,41      | 1,52      | 1,55     | 1,56      | 1,84     | 2,04     | 2,00     |
| Slowakei    | 1,28      | 1,36      | 1,45      | 1,42      | 1,36      | 1,12      | 0,94      | 1,17      | 1,17      | 1,19      | 1,24     | 1,18      | 1,19     | 1,59     | 1,59     |
| Slowenien   | 1,16      | 1,22      | 1,34      | 1,41      | 1,36      | 1,22      | 0,99      | 1,19      | 1,25      | 1,27      | 1,19     | 1,20      | 1,43     | 1,53     | 1,53     |
| Tschechien  | 1,27      | 1,42      | 1,51      | 1,43      | 1,31      | 1,11      | 0,93      | 1,11      | 1,14      | 1,19      | 1,23     | 1,07      | 1,43     | 1,60     | 1,55     |
| Ungarn      | 1,19      | 1,38      | 1,50      | 1,47      | 1,36      | 1,21      | 0,96      | 1,20      | 1,19      | 1,25      | 1,15     | 1,19      | 1,35     | 1,61     | 1,62     |

1 Preise in  Liechtenstein orientieren sich an der Schweiz
In Folge des russischen Überfalls auf die Ukraine 2022 lagen Preise für Kraftstoffe in jenem Jahr höher als sonst. In Ländern, in denen Diesel in der Regel günstiger ist, überstieg der Preis des Dieselkraftstoffs den von Benzin bisweilen.

### Deutschland

#### Preisbildung

Entwicklung der Kraftstoffpreise für Diesel in Deutschland seit 1950

Um Verstöße gegen das Kartellrecht (Gesetz gegen Wettbewerbsbeschränkungen) aufzudecken, gibt es seit 2013 beim Bundeskartellamt die Markttransparenzstelle für Kraftstoffe. Sie soll an Tankstellen weitestgehend Markttransparenz herstellen.

#### Steuern und Abgaben
In Deutschland gehören dazu (jeweils für Superbenzin bzw. Diesel) die Umlage für den Erdölbevorratungsverbund mit 0,27 bzw. 0,35 ct/L, die Mineralölsteuer/Energiesteuer mit 65,45 bzw. 47,04 ct/L sowie die Umsatzsteuer von 19 %. 
Superbenzin wird 22 Cent pro Liter (18 Cent/l netto plus Umsatzsteuer ca. 4 Cent) höher besteuert als Diesel, obwohl Superbenzin eine etwas geringere Dichte als Diesel hat. Ein Liter Superbenzin ist etwas leichter als ein Liter Diesel und enthält deshalb weniger Energie.
Mit dem Produktpreis und dem Deckungsbeitrag (in dem der Erdölbevorratungsbetrag enthalten ist) sowie der Energiesteuer (früher „Mineralölsteuer“) wird ein „neuer“ Nettopreis ermittelt, auf den dann die Umsatzsteuer von 19 % erhoben wird.
|                  |   | Super ct/L | %     | Diesel ct/L | %     | Deutschland |
| ---------------- | - | ---------- | ----- | ----------- | ----- | --- |
| Produktpreis     |   | 054,90     |       | 057,20      |       | Notierung Rotterdam und Raffineriekosten |
| Deckungsbeitrag  | + | 014,59     |       | 015,63      |       | Transport, Lagerhaltung, Vertrieb, Verwaltung, Beimischung, … enthält Erdölbevorratungsbetrag von 0,27 (S) bzw. 0,35 ct/L (D) |
| Nettopreis       | = | 069,49     |       | 072,83      |       | Nettopreis der Mineralölgesellschaft |
| Mineralölsteuer  | + | 065,45     |       | 047,04      |       | Energiesteuer, pro Sorte fester Wert je Liter; enthält jeweils 15,4 ct/L Ökosteuer. Diesel enthält über die höhere Dichte etwa 4 % mehr Heizwert je Volumen, der Energiesteuersatz auf Diesel ist jedoch um 18,41 ct/L geringer als der auf Benzin. |
| vor Umsatzsteuer | = | 134,94     |       | 119,87      |       | Nettopreis entspr. Energiesteuergesetz |
| Umsatzsteuer     | + | 025,64     |       | 022,77      |       | 19 % |
| Verbraucherpreis | = | 160,58     | 100   | 142,64      | 100   | |
| davon Steuern    |   | 091,09     | 56,73 | 069,81      | 48,94 | |

Von 2021 an müssen nach dem Brennstoffemissionshandelsgesetz (BEHG) für CO2-Emissionen, die durch das Inverkehrbringen des Produkts entstehen, Zertifikate abgegeben werden.
Diese Zertifikate können im Jahr 2021 vom Umweltbundesamt (UBA) zu einem Festpreis von 25 Euro je Tonne erworben werden.
Rechnerisch ergeben sich daraus ohne Mehrwertsteuer für Superbenzin CO2-Kosten in Höhe von 5,8 Cent je Liter sowie für Diesel und Heizöl von jeweils 6,625 Cent pro Liter.
Inklusive Mehrwertsteuer sind es für Superbenzin CO2-Kosten von 6,9 Cent je Liter sowie für Diesel und Heizöl von jeweils 7,884 Cent pro Liter.

#### Preisentwicklung
Der gewerbliche Verbraucher hatte 1935 für Diesel 13 Pfennige (Pf.) pro Liter zu bezahlen, 1937 20 bis 22 Pf., 1939 32 Pf. und Anfang der 1950er Jahre 39 Pf. (Information des Zentralbüros für Mineralöl). Am 17. Oktober 2021 erreichte der Preis pro Liter mit 1,55 Euro im bundesweiten Tagesdurchschnitt in Deutschland ein neues Rekordhoch.

### Österreich
Für Dieselkraftstoff wird in Österreich pro Liter weniger Mineralölsteuer erhoben als für Benzin, obwohl ein Liter Diesel durch seine höhere Dichte mehr Masse hat als Ottokraftstoff (Benzin) und Diesel darüber hinaus pro Masse mehr Verbrennungsenergie enthält als Benzin, weil Diesel im Vergleich zu Benzin mehr Kohlenstoff und weniger Wasserstoff enthält.
In Österreich fahren mehr als die Hälfte der Pkw (mehr als in vielen anderen europäischen Ländern) und ein Großteil der Lastkraftwagen mit Dieselmotoren.
Im Zuge der Klimakrise wird die Forderung nach einem Anheben des Mineralölsteuersatzes für Diesel auf denjenigen für Benzin lauter.
Auch ohne ausgesprochenen Tanktourismus tanken Fahrzeuge des Transitverkehrs nach Möglichkeit mehr als sie in Österreich verbrauchen. Die Lenker dieser Fahrzeuge trachten danach, Österreichs erste Tankstelle mit möglichst leerem Tank zu erreichen und das Land mit möglichst vollem Tank zu verlassen.
Tirols Landeshauptmann Günther Platter (ÖVP) regte an zu prüfen, wie der Dieselpreis für durchfahrende Lkw verteuert werden kann.
Walter Obwexer, Europarechtler an der Universität Innsbruck, würde eine Erhöhung des Dieselpreises nur für Transit-Lkw als unionsrechtswidrig sehen. Eine nach seiner Äußerung am 12. August 2019 zu prüfende Variante wäre die Anhebung der MöSt auf Diesel und die Refundierung eines Teils davon für im Inland zugelassene Lkw. „Andere EU-Staaten wie Italien, Belgien und die Niederlande würden diesen Weg bereits gehen.“ Letztlich sprach er sich stattdessen für eine gänzliche Aufhebung des Dieselprivilegs, also die Angleichung der Mineralölsteuersätze aus. Mit Erhöhung der Pendlerpauschale für Pkw-Pendler könnte das Autofahren von Arbeitnehmern gefördert werden.
Die Tiroler Wirtschafts- und Arbeiterkammer hatten sich zuvor beide gegen einen höheren Dieselpreis ausgesprochen.

#### Fahrverbot für Transit-Lkw zu bestimmten Tankstellen
Im Sommer 2019 wurden im Bundesland Tirol spezielle Fahrverbote für Lkw mit einer Gesamtlänge von mehr als zwölf Metern auf Autobahn nahen, zu Billigtankstellen führenden Straßenstücken erlassen, damit diese nicht mehr vom Transit-Lkw-Verkehr blockiert werden. Die Maßnahmen galten vom 1. August 2019 bis zum 14. Jänner 2020 von Montag bis Samstag von 6 Uhr bis 10 Uhr zwischen Wattens und Fritzens bzw. von 7 Uhr bis 18 Uhr bei der Autobahnausfahrt Innsbruck-Süd.  Davon unabhängig existieren diverse Fahrverbote für bestimmte Tageszeiten, (Nachtfahrverbote), Euroklassenverbote und sektorale Fahrverbote.